# Cerapachys xizangensis
Cerapachys xizangensis é uma espécie de formiga do gênero Cerapachys.